# 白水河 (南盘江)
白水河又称淌淌河，位于中国贵州省安龙县西部，是西江南盘江段左岸支流，发源于安龙县海子乡的庙弯，西南流至安龙与兴义边界转东南流，过德卧镇八光海子后落洞伏流6.5公里，至白水河二级水电站入南盘江。河长59公里，落差968米，流域面积444平方千米。